# Бергон
Бергон (фр. Bergonne) насеље је и општина у централној Француској у региону Оверња, у департману Пиј де Дом која припада префектури Исоар.
По подацима из 2011. године у општини је живело 328 становника, а густина насељености је износила 57,04 становника/km². Општина се простире на површини од 5,75 km². Налази се на средњој надморској висини од 480 метара (максималној 565 m, а минималној 450 m).

## Демографија
| 1962. | 1968. | 1975. | 1982. | 1990. | 1999. | 2011. |
| ----- | ----- | ----- | ----- | ----- | ----- | ----- |
| 175   | 242   | 220   | 275   | 362   | 333   | 328   |

График промене броја становника у току последњих година